# Пачетин
Пачетин (хорв. Pačetin) — населений пункт у Хорватії, у Вуковарсько-Сремській жупанії у складі громади Трпиня.

## Населення
Населення за даними перепису 2011 року становило 541 осіб.
Динаміка чисельності населення поселення:

## Клімат
Середня річна температура становить 11,14 °C, середня максимальна – 25,56 °C, а середня мінімальна – -6,00 °C. Середня річна кількість опадів – 656 мм.
| Клімат поселення                              | Клімат поселення | Клімат поселення | Клімат поселення | Клімат поселення | Клімат поселення | Клімат поселення | Клімат поселення | Клімат поселення | Клімат поселення | Клімат поселення | Клімат поселення | Клімат поселення | Клімат поселення |
| Показник                                      | Січ.             | Лют.             | Бер.             | Квіт.            | Трав.            | Черв.            | Лип.             | Серп.            | Вер.             | Жовт.            | Лист.            | Груд.            |                  |
| Середній максимум, °C                         | 5,99             | 8,00             | 12,59            | 17,32            | 22,74            | 25,56            | 25,10            | 24,90            | 20,82            | 15,30            | 9,40             | 5,40             |                  |
| Середня температура, °C                       | 0,00             | 2,00             | 6,60             | 11,30            | 16,73            | 19,60            | 21,20            | 20,99            | 16,92            | 11,40            | 5,50             | 1,50             |                  |
| Середній мінімум, °C                          | −6               | −4               | 0,60             | 5,30             | 10,70            | 13,60            | 17,30            | 17,08            | 13,02            | 7,50             | 1,60             | −2,4             |                  |
| Норма опадів, мм                              | 42               | 38               | 40               | 52               | 60               | 83               | 66               | 61               | 50               | 53               | 60               | 51               |                  |
| Середньомісячна швидкість вітру, м/с          | 2.30             | 2.50             | 2.81             | 2.70             | 2.40             | 2.20             | 2.20             | 2.00             | 2.00             | 2.18             | 2.26             | 2.30             |                  |
| Середньомісячна сонячна радіація, кДж/м²·день | 4304             | 6990             | 11053            | 15594            | 19438            | 21704            | 22352            | 20426            | 15097            | 9546             | 4890             | 3581             |                  |
| --------------------------------------------- | ---------------- | ---------------- | ---------------- | ---------------- | ---------------- | ---------------- | ---------------- | ---------------- | ---------------- | ---------------- | ---------------- | ---------------- | ---------------- |
| Джерело:                                      |                  |                  |                  |                  |                  |                  |                  |                  |                  |                  |                  |                  |                  |